# Liste des ZNIEFF de la Loire-Atlantique
La Loire-Atlantique compte 228 sites classés Zones naturelles d'intérêt écologique, faunistique et floristique de type I.

## Liste des sites
- Abords de l’étang de Coisma ;
- Anciennes carrières de Mauves-sur-Loire ;
- Anciennes gravières de Mespras ;
- Arrière des marais de la Caudelais à l’étang Bernard ;
- Baie de Pont-Mahé, littoral et marais voisins ;
- Bande littorale de Pornic à la Bernerie ;
- Bocage des landes de Haut ;
- Bocage relictuel de la lande à St-Colomban ;
- Bocage relictuel et landes du secteur de Malville ;
- Boire de Nay et vallon du Hocmard ;
- Boire du Rio ;
- Bois de Beaumont ;
- Bois de la Cour aux Loups ;
- Bois de la Foi ;
- Bois de la Madeleine ;
- Bois de Maumusson ;
- Bois de Quifistre à Saint-Molf ;
- Bois des Aunaies et bois du Perret ;
- Bois des Îles Enchantées et pelouses calcaires résiduelles d'Arthon-Chemeré ;
- Bois d'Indre et étang du Fond des Bois ;
- Bois et Landes de Rohanne et des Fosses Noires ;
- Bois et mares de Chalonges ;
- Bois, landes et bocage au Sud-Ouest de Notre-Dame-Des-Landes ;
- Bordure du ruisseau d'Aron ;
- Bordures de chemins à l’Ouest du Dru et aux environs de Barel et Pont de Barel ;
- Bosquets, landes et prés tourbeux du ruisseau de la Vallée ;
- Butte de Veau ;
- Butte et étang de Kercabus ;
- Butte et étang de Sandun ;
- Carrière de Grenebo ;
- Chapelle du Planté ;
- Combles de l’église de Cordemais ;
- Côte rocheuse, landes et pelouses du Croisic, Batz, Le Pouliguen ;
- Coteau boisé entre Pont-Caffino et Chasseloire ;
- Coteaux boisés à exposition Nord à Saint-Jean-De-Boiseau et La Montagne ;
- Coteaux de la Censerie et vallons des ruisseaux de Grée et de Saugères ;
- Coteaux de Mont-Piron et Vaubressix ;
- Coteaux et Vallée du Don à l’aval du Tenou et Vallon du Ruisseau de Mezillac ;
- Coteaux et Vallée du Don à l’est de Guemené-Penfao ;
- Coulées et coteaux de Mauves et du Cellier ;
- Cours de la Brutz et abords ;
- Dune de la Falaise entre Batz-sur-Mer et Le Croisic ;
- Dune de Lanseria ;
- Dunes de Pont-Mahé ;
- Dunes du Collet ;
- Environs de la Pointe Saint-Gildas ;
- Erdre à l’amont de Nort-sur-Erdre, Bois de Lucinière et ses environs ;
- Estuaire de la Vilaine ;
- Étang et Lande du Petit-Vioreau ;
- Étang de Beauchene et ses abords ;
- Étang de Beaumont ;
- Étang de Bout-de-Bois ;
- Étang de Chahin et de la Petite Fenderie ;
- Étang de Clegreuc ;
- Étang de Deil ;
- Étang de Gatineaux ;
- Étang de Gruellau ;
- Étang de la Bourlière ;
- Étang de la Courbetière ;
- Étang de la Hunaudière ;
- Étang de la Provostière ;
- Étang du Fond des Bois ;
- Étang du Mortier du Faux ;
- Étang du Moulin Neuf ;
- Étang du Pin ;
- Étang du Pont de Fer ;
- Étang du Tertre Rouge et ses abords ;
- Étang Neuf et étang de la Fonte ;
- Étangs de la Blisière et du Haut-Breil et leurs abords ;
- Étangs et bois de Briord ;
- Forêt d'Ancenis et de Saint-Mars-la-Jaille et étangs voisins ;
- Forêt de Chanveaux ;
- Forêt de Domnaiche et Bois de Quimper ;
- Forêt de Javardan ;
- Forêt de Juigne, étangs et bois attenants ;
- Forêt de la Bretesche ;
- Forêt de la Groulaie ;
- Forêt de l’Arche ;
- Forêt de Machecoul ;
- Forêt de Princé ;
- Forêt de Saffré ;
- Forêt de Teillay ;
- Forêt de Touffou ;
- Forêt de Touvois et de Rocheserviere, Vallée de la Logne et de ses affluents ;
- Forêt du Cellier ;
- Forêt du Gâvre ;
- Forêt du Parc et ses abords ;
- Forêt et étangs de Vioreau ;
- Forêt Pavée et Étang Neuf ;
- Galeries des Mines de Fer près du Bois du Plessis et du Moulin de Rouelle ;
- Heronniere de Villeneuve ;
- Île du Massereau, Belle-Île, Île Nouvelle, Île Maréchale, Île Sardine, Île du Carnet ;
- Île Dumet ;
- Île Neuve et abords de la Boire du Cellier ;
- Îlots de la baie de la Baule ;
- Îlots de la baie de la Baule et réserve de chasse périphérique ;
- La Boulaie Nord ;
- Lac de Grand-Lieu ;
- Lac de Murin ;
- Lande de Bilais ;
- Lande du Champ de Courses de Mespras ;
- Lande résiduelle au Nord-Ouest de Bretin ;
- Landes et pelouses schisteuses résiduelles entre Rochementru et Vritz ;
- Landes résiduelles aux environs de L’Hôtel de France ;
- Le Coin d'Erun ;
- Le Fondreau ;
- L’Erdre et ses rives entre Saint-Mars-la-Jaille et Joué-sur-Erdre ;
- Les Faillies Brières ;
- Les Perrières de Saffré ;
- Lit mineur, berges et îles de Loire entre Les Ponts-de-Cé et Mauves-sur-Loire ;
- Marais breton ;
- Marais de Besné ;
- Marais de Fegréac ;
- Marais de Goulaine ;
- Marais de Grande Brière, de Donges et du Brivet ;
- Marais de Gree et Marais de Meron et Leurs Abords ;
- Marais de Haute-Perche ;
- Marais de la Gamotrie Sud et de la Grande Bodinière ;
- Marais de la Giguenais ;
- Marais de la Haie ;
- Marais de la Provostaie ;
- Marais de la Vilaine en amont de Redon ;
- Marais de la Vilaine en aval de Redon ;
- Marais de l’Acheneau ;
- Marais de Liberge ;
- Marais de l’Isac entre Guenrouët et Pont-Miny ;
- Marais de Marongle ;
- Marais de Mesquer-Assérac-Saint-Molf et pourtours ;
- Marais de Pingliau et de l’Hirondelle ;
- Marais de Redon ;
- Marais de Vue ;
- Marais d'Errand-Revin (Basse Boulaie) ;
- Marais des Dureaux, des Belles et de la Noe-Guy ;
- Marais du Casso et du Gué ;
- Marais du Fresnier ;
- Marais du Haut-Brivet ;
- Marais du Sud, Marais de Martigné ;
- Marais endigués de Saint-Mars et Petit-Mars ;
- Marais et Lac de Beaulieu ;
- Marais Salants de Batz-Guérande-Le Croisic ;
- Mares à L’ouest du Grand Réservoir ;
- Mares bocagères au Nord-Est de l’Aunay ;
- Massif dunaire de Pen-Bron (La Turballe) ;
- Partie amont des Marais Salants et zones de transition ;
- Partie du marais de Saint-Mars à l’avant de la digue "Marais Sauvage" ;
- Partie du remblai de Lavau-Donges-Est ;
- Pelouses, landes et coteaux entre Moisdon-La-Rivière et l’étang de la Forge ;
- Pentes de la vallée du Tombereau ;
- Pentes des coteaux et vallons boisés au long du Sillon de Bretagne ;
- Pinèdes, landes et étang entre Bonvallon et Le Broussay ;
- Plaine de Mazerolles et de la Poupinière ;
- Pointe de Pen-Bron, Marais Salants et coteaux de Guérande ;
- Prairie d'Anetz et de Varades et Boire Torse ;
- Prairie de Mauves, Île Héron et Vasières de Loire ;
- Prairie de Tenue ;
- Prairie humide à l’ouest du Carteron ;
- Prairie humide de Passouer ;
- Prairies, Boires et coteaux de Varades et Montrelais, Marais de Bray ;
- Prairies de Saint-Jean-De-Boiseau à Bouguenais ;
- Prairies des bords de Sèvre entre Les Coteaux et la Censive ;
- Prairies et bois du Château de la Seilleraye ;
- Prairies et bois tourbeux du Marais Gaté ;
- Prairies et marais entre la Frette et Bois-de-Cené ;
- Prairies et marais tourbeux au Nord de la Hatais ;
- Prairies humides du Pont-Grignard ;
- Prairies humides et coteaux boisés à Portillon ;
- Prairies humides et coteaux boisés à Saint-Fiacre-sur-Maine ;
- Prairies humides et coteaux boisés entre Beautour et Vertou ;
- Prairies inondables au Sud-Ouest de Machecoul ;
- Prairies tourbeuses et étang du Moulin du Haut ;
- Rives de l’Erdre à la Houssiniere et à l’embouchure du Cens ;
- Rives du grand réservoir de Vioreau ;
- Rochers littoraux et Landes de Pen-Be ;
- Rochers, pelouses et landes de Sainte-Marie à Préfailles ;
- Ruisseau du Perche, anciennes sablières de la Pelliais et bocage environnant ;
- Ruisseaux de la Cetrais, de Sauvignac, et abords, landes et pelouses à l’est de la Vilatte ;
- Sablières de la Place à la Grigonnais ;
- Secteur de la Pointe de la Lande à la Pointe de Chemoulin ;
- Site de Cope-Choux ;
- Site de l'Organais ;
- Souterrains du château de Clisson ;
- Tourbière de la Croix Merhan ;
- Tourbière de Logne ;
- Tourbière de Villeneuve ;
- Tourbiere du Chene-Moisan ;
- Traicts et partie aval des marais salants du bassin du Mès ;
- Vallée boisée à Omblepied ;
- Vallée de la Chere à Saint-Aubin-des-Châteaux ;
- Vallée de la Chézine ;
- Vallée de la Divatte de la Hiardiere à la Varenne ;
- Vallée de la Divatte du Dore à la Varenne ;
- Vallée de la Loire à l’amont de Nantes ;
- Vallée de la Loire à l’aval de Nantes ;
- Vallée de la Maine à l’aval d'Aigrefeuille-sur-Maine ;
- Vallée de la Moine ;
- Vallée de la Sèvre nantaise de Cugand à Tiffauges ;
- Vallée de la Sèvre nantaise de Nantes à Clisson ;
- Vallée du Cens ;
- Vallée du Don à l’aval de Guemené-Penfao ;
- Vallée du Gesvres ;
- Vallée du Hâvre et zones voisines ;
- Vallée et marais de l'Erdre ;
- Vallée et marais du Tenu en amont de Saint-Mars-de-Coutais ;
- Vallon de Porh-Er-Ster ;
- Vallon du Ruisseau de la Motte ;
- Vallon du Ruisseau du Petit Don à la Salmonais ;
- Vasière de Méan ;
- Vasières, îles et bordure du fleuve à l’aval de Paimbœuf ;
- Zone au Sud de la Maison Forestière de Carheil ;
- Zone au Sud-Est de Bourgneuf ;
- Zone bocagère relictuelle d'Héric et de Notre-Dame-des-Landes ;
- Zone calcaire à l’Ouest de Saffré ;
- Zone calcaire de Machecoul ;
- Zone de Cordemais à Couëron ;
- Zone du Domaine de Pordor ;
- Zone du Port aux Goths à la plage de l’étang ;
- Zone dunaire de Saint-Brévin ;
- Zone entre Donges et Cordemais ;
- Zone humide de Malakoff ;
- Zone tourbeuse au Sud de la Polonaise ;
- Zone tourbeuse aux environs de la Bauche ;
- Zones bocagères aux environs de Barel ;
- Zones humides et îles de la Loire de Sainte-Luce-sur-Loire à Mauves, Marais de la Seilleraye ;
- Zones résiduelles de la Baule à Saint-Nazaire ;
- Zones résiduelles de Mesquer à la Turballe ;
- Zones voisines du canal de Nantes à Brest à l’Ouest du Pas d'Héric.